# Rhodi(III) fluoride
Rhođi(III) fluoride là hợp chất vô cơ có công thức hóa học RhF3. Nó là một chất rắn màu đỏ, tan ít trong nước.

## Tổng hợp và cấu trúc
Hợp chất được điều chế bằng cách flo hóa rhođi(III) chloride:
2RhCl3 + 3F2 → 2RhF3 + 3Cl2↑
Theo tinh thể học tia X, hợp chất này có cấu trúc tương tự như vanadi(III) fluoride, trong đó kim loại có dạng phối trí bát diện.